# Hannibál tanár úr
A Hannibál tanár úr 1956-ban készült magyar tragikomédia. Móra Ferenc Hannibál föltámasztása című szatirikus kisregénye alapján Fábri Zoltán rendezte.
1968-ban a Magyar Filmművészek Szövetsége beválasztotta a tizenkét legjobb magyar film közé (Budapesti tizenkettő), 2000-ben bekerült az Új Budapesti Tizenkettőbe, 2012-ben pedig felvették a Magyar Művészeti Akadémia tagjai által kiválasztott legjobb 53 magyar alkotás listájára is.
Szabó Ernő filmes pályájának talán legjelentősebb alakítása a csetlő-botló kis középiskolai latintanár megformálása, de a film többi szereplője is emlékezetes marad.
A film hőse a szinte-nem-is-számít-kisember, Nyúl Béla középiskolai tanár. Hannibál pun hadvezér történetéről írott ártatlan dolgozata miatt a politikai jobboldal fajvédő demagógiájának kereszttüzébe kerülve a hiszterizált tömeg végül a halálát okozza.
Epaminondász annyira szerette az igazságot, hogy még tréfából se tudott hazudni.
Ha sorra veszem filmjeimet, remélem, egyértelműen bizonyíthatom, hogy valóban hasonló típusú konfliktusokat próbáltam meg ábrázolni. [...] A Hannibál tanár úr alapkonfliktusa, hogy a szabad véleménynyilvánítás jogáért ütközik meg ez a kisember a prefasiszta társadalommal, de még kompromisszum árán sem tudja megmenteni magát.
A filmet digitálisan felújították, amit 2018-ban mutattak be.